# Svalová dysbalance
Pojmem svalová dysbalance je označována porucha hybného systému, kdy jsou nejčastěji svaly působící proti sobě (agonista - antagonista) ve vzájemné nerovnováze. Často jde o nerovnováhu mezi svaly tzv. "posturálními" a "fázickými". Posturální svaly jsou svaly, které jsou zvyklé udržovat vzpřímenou pozici těla, fixují tělo v různých polohách, mají větší výdrž a sklon k tuhnutí/zkracování, zatímco svaly fázické mají funkci obratnou, přesnou a sebeobslužnou a mají sklon k ochabování. Jak však prokázal Jirout, při svalové dysbalanci jde i o nerovnovážné zatěžování končetin dominantní strany vůči straně druhé.
O svalové dysbalanci můžeme mluvit i u svalů s podobnou funkcí (synergisté), nacházejících se v různých hloubkách od kostry (hluboké "startovače" pohybu vs. "povrchoví koordinátoři") a konečně i při nerovnováze v rámci svalu jediného, např. u širokých povrchových svalů, kdy svalové fibrily jedné strany jsou přetížené, zatímco fibrily strany opačné jsou nevyužité (např. rozdíl mezi horním a dolním trapézem).
Svalovou dysbalanci odhaluje kineziologické vyšetření prováděné rehabilitačními lékaři či fyzioterapeuty. Příčinou svalové dysbalance bývá nerovnoměrné zatěžování svalů při denních činnostech a sportu, nesprávné stereotypy pohybu, sedavý způsob života, nekorigovaná vývojová lateralizace (výrazné praváctví či leváctví), rozdíl délek dolních končetin, dlouhodobé zaujímání úlevových poloh po úrazech aj.
Projevem svalové dysbalance jsou svalové bolesti, tuhost, bolest měkkých tkání i kloubů, vady držení těla, např. častý horní a dolní zkřížený syndrom, který popsala tzv. Pražská myoskeletální škola.
Typické patologické držení těla při svalové dysbalanci:
1. předsunutá hlava s následkem zvětšené lordózy krční páteře (zkrácené přední kývače hlavy vs. ztuhlé svaly šíje)
2. předsunuté držení ramen s častým odstáváním lopatek (zkrácené prsní svaly vs. ochablé mezilopatkové svaly)
3. výraznější kyfotické zakřivení hrudní páteře (zkrácené prsní svaly vs. ochablý široký sval zádový, nedostatečný vztlak bránice)
4. výraznější lordotické zakřivení bederní páteře (ochablé přímé svaly břišní vs. zkrácený dolní vzpřimovač páteře)
5. pánevní sklon a břicho vyklenuté vpřed (ochablé břišní svaly vs. napnuté zadní svaly stehen /hamstringy/)
6. ochablé hýždě, ochablé lýtkové svaly a svaly plosky nohy (valgotické postavení kolen - "nohy ixovky", "šmajdání", ploché nohy)

Svalová nerovnováha má negativní vliv i na tvar a vývoj páteře jako celku. V páteři dochází k omezování hybnosti jedněch úseků (kloubní blokády), jež bývá kompenzováno nadměrnou hybností (hypermobilitou) úseků jiných, což je následně složitě odstranitelné. Při vleklém stavu svalové dysbalance se poruchy přenášejí i do funkcí vnitřních orgánů.
Prevence svalové dysbalance je tělesné cvičení, vhodné protahování a posilování svalů, nácvik polohocitu a pohybocitu při výkonu denních činností, vhodná ergonomie apod.